# Szent Beatrix
Szent Beatrix (2. század – 304) ókeresztény vértanú. 
Előkelő és vagyonos római szülőktől született. A 2. század végén fivéreivel, Simpliciussal és Faustinnal felvette a keresztséget. Fivéreit  302-ben elfogták és lefejezték, holttestüket a Tiberisbe dobták. Beatrix egy Lucina nevű, szent életű keresztény úri asszonynál rejtőzött el. Fivérei holttestét a Tiberisből kifogatta, és tisztességesen eltemettette. Két hónapig sikerült Lucina segítségével bujkálnia, de egyik pogány rokona, aki vagyonára áhítozott, elárulta. Beatrix a börtönben fojtották meg. Lucina megszerezte Beatrix testét, és a fivérei mellé temettette. 
I. Leó pápa szent Beatrix ereklyéit a Rómában emlékére épült templomba szállíttatta. Most a Santa Maria Maggiore-bazilikában vannak. Az egyház július 29-én üli emlékét.